# 市邑咲
市邑 咲（いちむら さき、2月19日 - ）は、日本の女性声優。神奈川県出身。アクセント預かり。

## 人物
趣味は猫カフェに行くこと。特技は腕に落書きをすること。漢字検定準2級保有。ワタナベエンターテインメント声優カレッジを経てアクセント付属養成所シャイン17期生となる。

## 出演

### テレビアニメ
- セントールの悩み（2017年、愛甲時恵[1]）
- なんでここに先生が!?（2019年、生徒[1]）
- くまクマ熊ベアー（2020年 - 2023年、ララ[1]、フォルネ、ネリン） - 2シリーズ[一覧 1]

### ゲーム
- マーダーメイデン（2018年、如月愛梨[1]）
- モンスターストライク（2021年 - 2024年、モノノケ少女〈奈落〉[1][3]、甘兎[4][5]、プレビット[6]）
- 星の翼（2024年、セラフィム[7]、ローランド[7]）
- モンソニ!（2024年 - 2025年、奈落[8]）

### 吹き替え

#### テレビドラマ
- グッド・オーメンズ（2019年、ペッパー[1]）
- NCIS ネイビー犯罪捜査班 シーズン11 - 12（2019年 - 2022年、スーパー!ドラマTV版[1][9]）

### その他
- モンスターストライク　スピンオフプロジェクト『モンソニ！』（2020年、モノノケ少女〈奈落〉[1][10][11]）

### シリーズ一覧
1. ↑  第1期（2020年）、第2期『ぱーんち！』（2023年）